# Rode klont

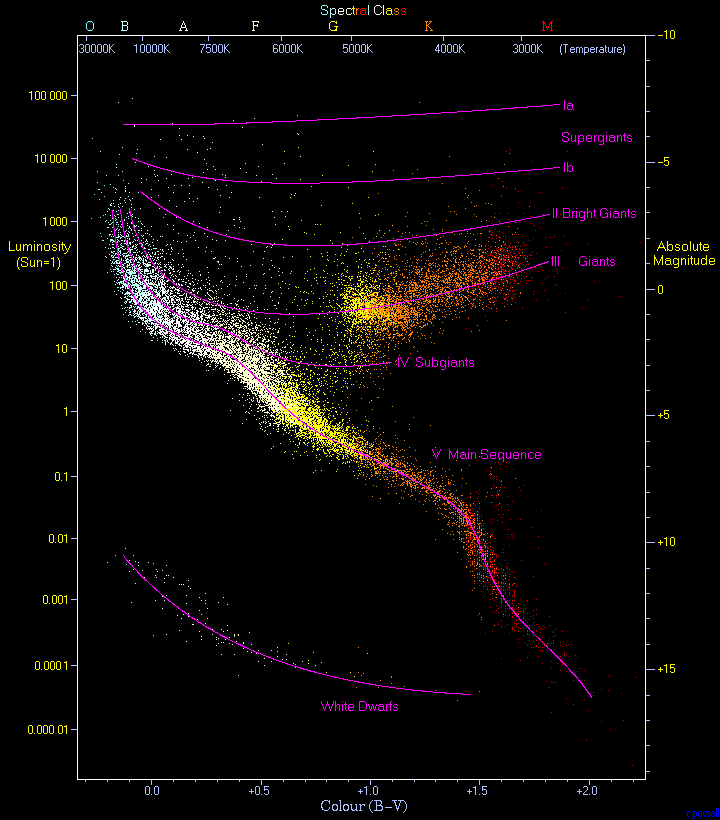
De rode klont is een opvallende groep van rode reuzensterren in het Hertzsprung-Russell diagram met een oppervlaktetemperatuur rond de 5.000 kelvin en een lichtkracht rond 75 L_{☉}.

De rode klont (Engels: red clump) is een samenklontering van rode reuzensterren in het Hertzsprung-Russelldiagram voor het categoriseren van sterren. Ze hebben een oppervlaktetemperatuur rond vijfduizend kelvin en een absolute magnitude van plusminus +0,5. Dit is wat heter dan de meeste rode reuzentaksterren met dezelfde lichtkracht. De rode klont is zichtbaar als een samenklontering richting hetere temperaturen op de rode reuzentak en ligt op de kruising van de horizontale tak met de reuzentak. De rode klont is het meest opvallend in veel maar niet in alle onderzoeken naar open sterrenhopen, maar ook zeker op te merken bij veel bolvormige sterrenhopen van middelbare leeftijd.
De reuzensterren in het gebied van de rode klont behoren tot het koelste deel van de horizontale tak. Dit waren in eerste instantie sterren zoals de zon die een heliumflits hebben ondergaan en nu helium fuseren in de sterkern. 

## Eigenschappen
De eigenschappen van sterren in de rode klont verschillen vooral afhankelijk van het metaalgehalte van de ster. Gewoonlijk heeft een ster in de rode klont spectraalklasse K met een effectieve oppervlaktetemperatuur rond de 5.000 kelvin. De absolute magnitude van reuzensterren in de rode klont worden gemeten op een gemiddelde van +0,81 met een metaalgehalte tussen −0,6 en +0,4 dex.
Er zijn aanzienlijke verschillen in de eigenschappen van sterren in de rode klont in een enkele populatie zoals die van een open sterrenhoop. Dit wijdt men deels aan de natuurlijke verschillen van lichtkracht en temperaturen in sterren die in de levensfase van de horizontale tak arriveren en evolueren, maar ook deels aan de aanwezigheid van overeenkomstige sterren. Alhoewel sterren in de rode klont normaal gesproken heter zijn dan sterren in de rode reuzentak, doorkruisen deze gebieden op het HR-diagram elkaar en kunnen individuele sterren alleen na een gedetailleerde studie naar chemische opmaak als dusdanig geclassificeerd worden.

## De sterevolutie in deze levensfase

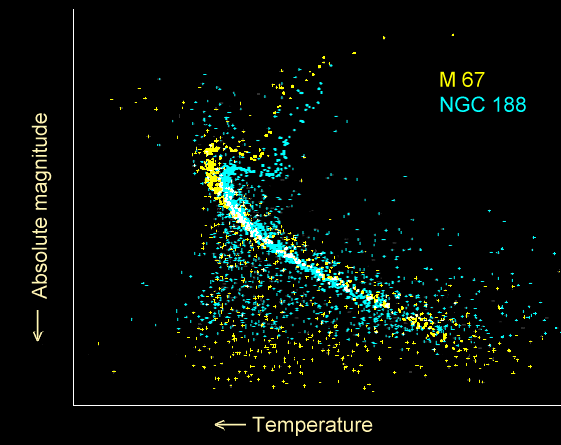
Oude open sterrenhopen vertonen een nauwelijks zichtbare rode klont.

Bij het maken van modellen van de horizontale tak is gebleken dat sterren een sterke voorkeur vertonen voor het koudste gedeelte van de tak, daar waar de sterren vlak na de heliumflits beginnen aan deze levensfase ('zero age horizontal branch of ZAHB'). Deze voorkeur is minder aanwezig bij sterren met een laag metaalgehalte. De rode klont is daarom het sterkst aanwezig bij sterrenpopulatie met hoge metaalgehaltes. Echter zijn er ook andere invloeden van belang, ook zijn er bolvormige sterrenhopen gevonden met lage metaalgehaltes waar de rode klont sterk vertegenwoordigd is.
Sterren met massa zoals de zon evolueren naar het topje van de rode reuzentak met een heliumkern die in een ontaarde toestand verkeert. Sterren met een stuk meer massa verlaten de rode reuzentak eerder en vertonen een blauwe lus-beweging op het HR. Alle sterren met een heliumkern in ontaarde toestand bereiken de top van de rode reuzentak met zeer overeenkomstige kernmassawaarden, temperaturen en lichtsterktes. Na de heliumflits bevinden deze sterren zich dan op het koudste en jongste stukje van de horizontale tak, allemaal met dezelfde massawaarde van de heliumkern van 0,5 M☉. De eigenschappen worden verder vooral bepaald door de grootte van de waterstofschil om de kern heen. Met lagere massa's voor deze waterstofschillen komt een zwakkere koolstof-stikstofcyclus tot stand en geeft dit een hetere en enigszins minder lichtsterke ster op de horizontale tak. De initiële massawaarden van de sterren bepalen deze verschillen in de massa van de waterstofschil ook al zijn alle heliumkernen na de flits van dezelfde massa. Sterren met een laag metaalgehalte zijn gevoeliger voor de grootte van de waterstofschil, dus zijn deze sterren verder op de horizontale tak verspreid en vallen ze minder vaak onder de rode klont classificatie.
Ook al liggen de sterren in de rode klont vrijwel altijd aan de hetere kant van de rode reuzentak, kunnen deze en rode reuzentaksterren toch van verschillende sterpopulaties dezelfde eigenschappen bezitten. Dit komt ook voor in Omega Centauri waar metaalarme rode reuzentaksterren dezelfde of zelfs hetere oppervlaktetemperaturen hebben dan metaalrijkere reuzensterren in de rode klont.
Ook kunnen sterren die strikt genomen niet op de horizontale tak thuishoren, op hetzelfde gebied van het HR-diagram belanden. Wanneer een ster te massief is om een heliumkern in ontaarde toestand te ontwikkelen en meteen helium begint te fuseren zal de ster een blauwe lus op het HR vertonen. De sterren die hier maar net voor kwalificeren met een massa slechts een beetje groter dan de zon, zo rond 2 M☉, hebben een korte blauwe lus en hierbij een lichtkracht die overeenkomt met een rode klont ster. Deze sterren zijn tien keer zo zeldzaam als zon-achtige sterren en nog zeldzamer vergeleken met sterren kleiner dan de zon die rode reuzen klont sterren vormen. Ook is de tijdsduur van de levensfase in de blauwe lus vele malen korter dan een rode klont reuzenster normaliter spendeert op de horizontale tak. Dit betekent dat deze bedriegers vrij zeldzaam zijn in het Hertzsprung Russell diagram.
Sterren met een massa tussen 2M☉ en 3M☉ zullen ook kort het gebied van de rode klont aandoen tijdens hun levensevolutie op de subreuzentak.

## Als standaardkaars
Sterren in de rode klont hebben na een bolometrische correctie een lichtkracht die ruwweg consistent is, ongeacht de chemische opmaak of leeftijd. Hierom kunnen ze ingezet worden voor een astronomische afstandsmeting voor in ons sterrenstelsel of nabije stelsels en clusters. Verschillen veroorzaakt door metaalgehalte, massa, leeftijd en extinctie vertroebelen de observaties in het visueel licht te sterk, echter zijn de verschillen in infrarood veel minder aanwezig. Op deze manier heeft men de afstand tot het galactisch centrum bepaald op 7,52 kiloparsec, wat ongeveer overeenkomt met de resultaten van andere meetmethoden.

## Voorbeelden
Een aantal van de felle rode reuzensterren die zichtbaar zijn aan de hemel zijn eigenlijk sterren in de rode klont:
- Capella
- Ain
- Deneb Kaitos

De berenhoeder of Arcturus werd soms als ster in de rode klont geclassificeerd. Echter is men tegenwoordig overtuigd dat het een wat koudere en fellere oranje reus op de reuzentak is.